# 尾張氏
尾張氏（おわりうじ）は、「尾張」を氏の名とする氏族。
『日本書紀』によると天火明命（あめのほあかりのみこと）を祖神とし、天忍人命から始まるとされる。
美濃・飛騨などに居住の後、乎止与命のときに尾張国造となる。日本武尊（やまとたけるのみこと）の時代には、拠点を熱田の南に移した。宮簀媛は日本武尊の妃となり、草薙神剣を熱田に置き、尾張宿彌の後裔の宗族は熱田神宮大宮司を代々務めた。
尾張宿禰の裔には、熱田神宮の大内人家・権宮司・八剣宮祠官の守部宿彌、総検校家の馬場氏、祭主家の田島氏がある。また同族には、住吉大社（大阪市住吉区）の社家の津守氏、そして籠神社（京都府宮津市）の社家海部氏（国宝『海部氏系図』による）がある。

## 畿内政権からみた尾張氏
『日本書紀』では天火明命の後裔とされ、皇統譜の古い時期から尾張氏と天皇が結びつき、しばしば后妃を出した氏族とされる。遠祖である奥津余曾の妹、余曾多本毘売命（世襲足媛）は第5代孝昭天皇の皇后となり、子は第6代孝安天皇となっている。第10代崇神天皇は尾張大海媛を妃としている。
尾張国造乎止与命（をとよ）の子・建稲種命は倭建命（ヲウス、日本武尊、第12代景行天皇の皇子）の東征に副将軍として随伴し軍功を上げた。妹のミヤズヒメ（宮簀媛『日本書紀』、美夜受比売『古事記』）は東征の還路に尾張の地で娶られ、そのときに預かった草薙剣を奉納し熱田社を建てたとある。建稲種命の子の尾綱根命は応神朝に大臣として活躍し、その子の尾張意乎己は仁徳朝の大臣となっている。第15代応神天皇は建稲種命の孫の仲姫命を皇后としている。
第26代継体天皇が大和国入りするまでの正妃は尾張連草香の娘、目子媛である。第一子の勾大兄皇子は第27代安閑天皇として、第二子の檜隈高田皇子は第28代宣化天皇としてそれぞれ即位。宣化天皇の皇女・石姫皇女は第29代欽明天皇の皇后となり、第30代敏達天皇を産む。敏達天皇と皇后額田部皇女（第33代推古天皇）の子に尾張皇子がいる。
壬申の乱では海部氏に養育された大海人皇子へ私邸や資金を提供するなど全面的に支援し、彼の第40代天武天皇の誕生に格段の功績を上げている。持統天皇10年（696年）5月条に、尾張宿禰大隅が位階・功田を授けられる記事が見える。『続日本紀』天平宝字元年（757年）12月条によれば、この突然の恩賞授与の記事は、壬申の乱の功績によるものであるという。

## 尾張氏(因幡国)
因幡国にも尾張姓を名乗る一族が存在した。この尾張氏は八上郡司を務める豪族で平安時代末期には一族のうち佐治氏、曳田氏が開発領主として成長した。このうちの佐治氏は鎌倉幕府御家人となり、和田合戦で活躍した佐治重貞は佐治郷地頭職に任じられたことが知られている。庶流に比べて尾張氏の本流については詳しく分っていない。